# (4408) Zlatá Koruna
(4408) Zlatá Koruna ist ein Hauptgürtelasteroid, der am 4. Oktober 1988 von Antonín Mrkos vom Kleť-Observatorium aus entdeckt wurde.
Der Asteroid wurde nach dem südböhmischen Dorf Zlatá Koruna, das östlich des Kleť liegt, benannt.